# Pyrane
En chimie, un noyau pyrane est un anneau hétérocycle à six éléments constitué de cinq atomes de carbone et un d'oxygène, et contenant deux doubles liaisons. La formule brute est C5H6O. Il existe deux isomères du pyrane qui diffèrent par la position de la double liaison carbone-carbone. Dans le 2H-pyrane, les doubles liaisons sont en position 2 et 4. Dans le 4H-pyrane, elles sont en position 2 et 5.
Bien que les pyranes par eux-mêmes aient peu de signification en chimie, de nombreuses molécules dérivées sont importantes en biologie.
Le terme de « pyrane » est souvent appliqué au noyau saturé analogue qui est plus proprement appelé « tétrahydropyrane » dans la famille des oxanes. Dans ce contexte, les monosaccharides contenant un noyau à six éléments sont dénommés « pyranoses ». De même, la forme à noyau pyrane du glucose est connue sous le nom de « D-glucopyranose ».